# Dorothy Hyman
Dorothy Hyman (ur. 9 maja 1941 w Cudworth) – brytyjska lekkoatletka specjalizująca się w biegach sprinterskich, uczestniczka igrzysk olimpijskich w latach 1960 i 1964, trzykrotna medalistka olimpijska: srebrna (1960 – w biegu na 100 m) oraz dwukrotnie brązowa (1960 – w biegu na 200 m i 1964 – w sztafecie 4 × 100 m). W 1963 r. otrzymała nagrodę BBC Sports Personality of the Year Award dla najlepszego brytyjskiego sportowca roku.
Wielokrotna rekordzistka kraju.

## Finały olimpijskie
- 1960 – Rzym, bieg na 100 metrów – srebrny medal
- 1960 – Rzym, bieg na 200 metrów – brązowy medal
- 1960 – Rzym, sztafeta 4 × 100 metrów – dyskwalifikacja
- 1964 – Tokio, sztafeta 4 × 100 metrów – brązowy medal
- 1964 – Tokio, bieg na 100 metrów – 8. miejsce[1]

## Inne osiągnięcia
- 1958 – Sztokholm, mistrzostwa Europy – srebrny medal w sztafecie 4 × 100 m[4]
- 1958 – Cardiff, igrzyska Imperium Brytyjskiego i Wspólnoty Brytyjskiej – złoty medal w sztafecie 4 × 110 jardów[5]
- 1962 – Belgrad, mistrzostwa Europy – trzy medale: złoty w biegu na 100 m, srebrny w biegu na 200 m, brązowy w sztafecie 4 × 100 m[6]
- 1962 – Perth, igrzyska Imperium Brytyjskiego i Wspólnoty Brytyjskiej – trzy medale: dwa złote, w biegach na 100 i 200 jardów oraz srebrny w sztafecie 4 × 110 jardów[5]

## Rekordy życiowe
- bieg na 100 metrów – 11,54 – 1964
- bieg na 200 metrów – 23,2 – 1963